# Œuvre pour orgue de Jean-Sébastien Bach

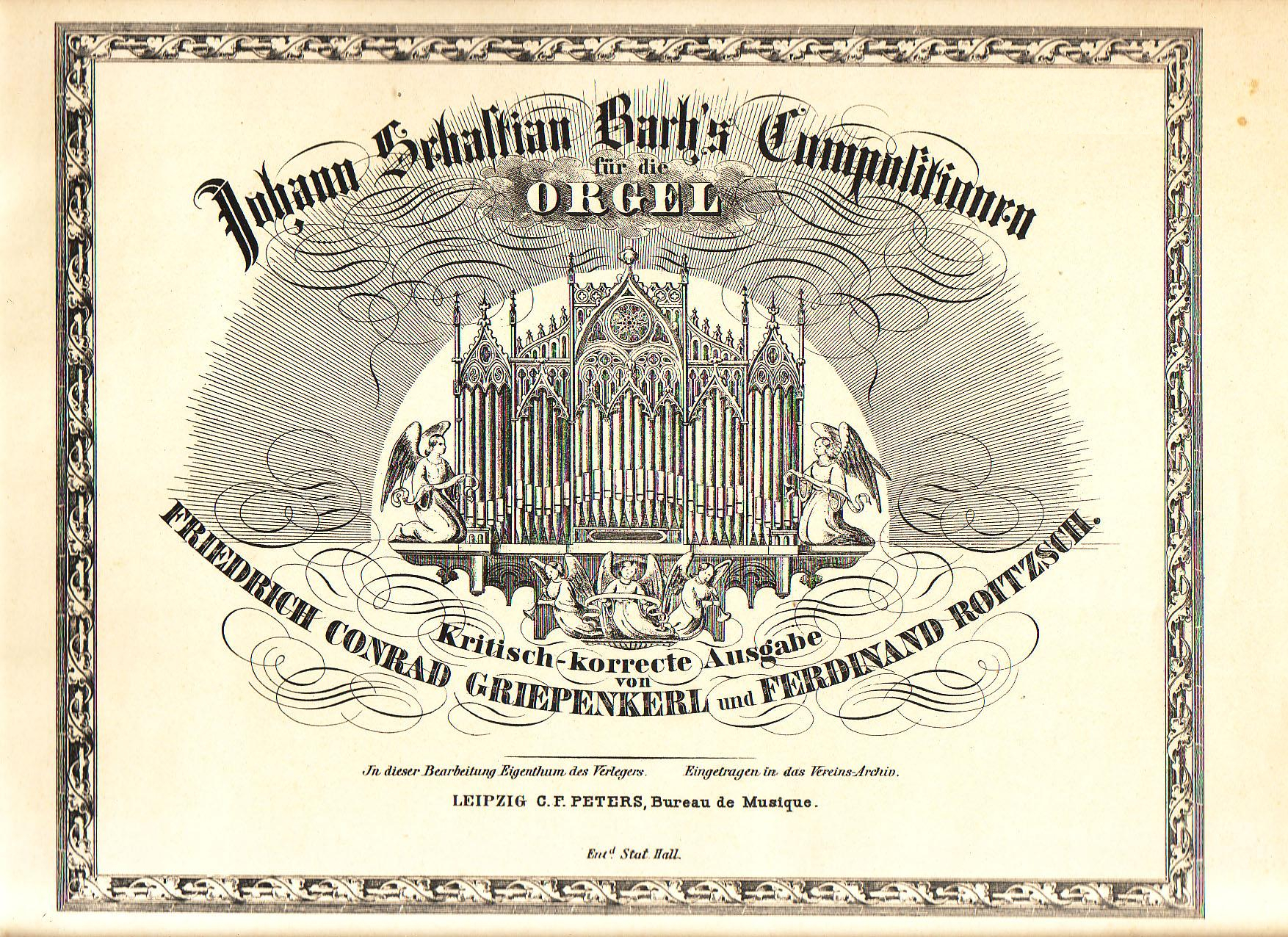
Page de couverture des partitions en neuf volumes de l'œuvre pour orgue de Jean-Sébastien Bach, publiée entre 1845 et 1855 par les éditions Peters.

L'œuvre pour orgue de Jean-Sébastien Bach constitue une part importante du catalogue des œuvres de Jean-Sébastien Bach. Elle constitue le septième chapitre du Bach-Werke-Verzeichnis.

## Historique
Jean-Sébastien Bach découvre probablement l'orgue très jeune, avant ses dix ans, grâce à Johann Christoph Bach, un cousin de son père et titulaire de l'instrument de l'église Saint-Georges d'Eisenach. Entre les âges de dix et de quinze ans, le jeune prodige est instruit à la pratique de l'orgue par son frère aîné, également nommé Johann Christoph.
Les cours deviennent plus formels à Lunebourg sous la direction de Georg Böhm entre 1700 et 1708 ; c'est durant cette période que Jean-Sébastien Bach découvre les œuvres de Johann Caspar Ferdinand Fischer, de Nicolaus Bruhns, de Girolamo Frescobaldi, de Nicolas Lebègue ou de Charles Dieupart, et également qu'il compose ses premières pièces, en s'inspirant notamment des modèles d'Allemagne du Nord, et notamment de Dietrich Buxtehude.
La période la plus féconde de Bach pour la création d'œuvre destinée à l'orgue est la décennie suivante, durant laquelle le compositeur réside à Weimar de 1708 à 1717 ; c'est également le moment de sa découverte de la musique italienne, qui le bouleverse profondément. Durant ces dix ans, Bach compose ses Concertos, les Chorals de Leipzig, les Orgelbüchlein, etc.
À partir de 1717, Bach n'occupe plus de poste d'organiste de manière officielle jusqu'à la fin de sa vie ; toutefois, il continue à jouer de l'orgue en concert ou pour son propre plaisir. En ce qui concerne la composition, ces trois décennies correspondent à des retouches d'œuvres antérieures, mais aussi à la composition de nouvelles pièces, notamment des Préludes et fugues, d'autres Chorals de Leipzig et de la troisième partie des Clavier-Übung (en).

## Six sonates en trio (BWV 525-530)
Les six sonates en trio ont probablement été composées par Bach entre 1723 et 1729, et dédiées à son fils Wilhelm Friedemann. L'influence d'Arcangelo Corelli et du trio italien y est sensible, mais également celle de la disposition des trios portée par certains organistes français, notamment Louis-Nicolas Clérambault et François Couperin. À l'exception de la première sonate qui ne comporte qu'un seul thème, elles en comptent toutes deux. Édith Weber les décrit, d'un point de vue de l'exécution, comme « redoutables entre toutes pour les organistes » et, en termes de composition, comme « un modèle du genre illustr[ant] l'art et la science de Bach au service du contrepoint, mais aussi de l'idéal concertant ». Nicholas Kenyon (en) estime pour sa part qu'elles « sont si parfaites que l'on comprend pourquoi d'autres les ont pillées pour différents instruments ».
| Numéro BWV | Titre               | Tonalité   | Mouvements                                  | Remarques | Extrait de partition | Enregistrement |
| ---------- | ------------------- | ---------- | ------------------------------------------- | --- | -------------------- | -------------- |
| BWV 525    | Sonate en trio no 1 | Mi majeur  | Allegro moderato — Adagio — Allegro         | C'est la seule sonate monothématique |                      |                |
| BWV 526    | Sonate en trio no 2 | Ut mineur  | Vivace — Largo — Allegro,                   | |                      |                |
| BWV 527    | Sonate en trio no 3 | Ré mineur  | Andante — Adagio e dolce — Vivace           | |                      |                |
| BWV 528    | Sonate en trio no 4 | Mi mineur  | Adagio / Vivace — Andante — Un poco allegro | L'Andante en ré mineur BWV 528a est une variante de cet Andante L'Adagio-vivace du premier mouvement est une transcription textuelle de la Sinfonia issu de la cantate BWV 76     |                      |                |
| BWV 529    | Sonate en trio no 5 | Do majeur  | Allegro — Largo — Allegro                   | Le style de cette sonate est italianisant, le thème du dernier mouvement s'inspirant d'ailleurs de l'Allegro de la troisième des Douze sonates pour violon opus 5 (it) de Corelli |                      |                |
| BWV 530    | Sonate en trio no 6 | Sol majeur | Vivace — Lento — Allegro                    | |                      |                |

## Préludes, toccatas, fantaisies, passacailles, fugues (BWV 531–582)
| Numéro BWV | Titre                      | Tonalité   | Remarques | Extraits de partitions | Enregistrement |
| ---------- | -------------------------- | ---------- | --- | ---------------------- | -------------- |
| BWV 531    | Prélude et fugue (en)      | Do majeur  | Pièce probablement composée à Arnstadt entre 1703 et 1707, dont le manuscrit autographe est perdu ; c'est une œuvre de jeunesse qui s'inspire des Præludium en ut majeur de Georg Böhm et de Vincent Lübeck. |                        |                |
| BWV 532    | Prélude et fugue (en)      | Ré majeur  | L'œuvre a probablement été composée à Weimar en 1709, mais certains analystes la datent entre 1706 et 1708. L'œuvre, assez joyeuse, est généralement jouée durant le temps pascal. Le prélude porte le titre français « Pièce d'orgue » et l'influence générale de la pièce est effectivement proche des compositions des maîtres français de l'époque. Ce prélude comporte une toccata rappelant le BWV 912 pour clavecin, une alla breve et un adagio. Le prélude est suivi d'une fugue très virtuose, dont il existe une version alternative, notée BWV 532a. |                        |                |
| BWV 533    | Prélude et fugue           | Mi mineur  | L'œuvre, dite « Cathédrale », est probablement composée durant le voyage de Bach à Lübeck en 1705. Cette pièce relativement courte et assez facile, évoquant la Passion du Christ et la Crucifixion, est toutefois particulièrement bien construite. Il existe une version alternative du prélude et de la fugue, sans utilisation du pédalier, notée BWV 533a. Le prélude est influencé par l'école d'Allemagne du Nord, avec des accents plus lyriques que virtuoses. La fugue se compose de deux si répétés desquels une cellule mélodique tente de se dégager. |                        |                |
| BWV 534    | Prélude et fugue           | Fa mineur  | Son attribution à Jean-Sébastien Bach serait douteuse. Les analystes qui l'attribuent au cantor situent sa composition entre 1708 et 1717, mais plus probablement en 1716 à Weimar. L'œuvre est dotée d'un caractère tragique où la personnalité du compositeur transparaît et se dégage de l'influence nord-allemande, préfigurant les BWV 546 (en) et 548 (en), notamment dans le Prélude, qui évoque l'inéluctabilité de la mort. La Fugue, quant à elle, est écrite à cinq voix et reprend en partie le propos du Prélude, duquel émerge à la fin de l'œuvre un thème plus rythmique et harmonique. |                        |                |
| BWV 535    | Prélude et fugue           | Sol mineur | Cette pièce, datant probablement de 1709, évoque l'abaissement. Il existe une version alternative du prélude et de la fugue, notée BWV 535a, plus ancienne et alors nommée Passaggio. Le Prélude est formé d'une toccata de cordes précédée et suivie d'une polyphonie. Le clavier est utilisé tout entier pour évoquer l'effondrement. La Fugue reprend cette thématique, mais en incorporant des éléments ascendants qui la tempèrent,. |                        |                |
| BWV 536    | Prélude et fugue           | La majeur  | Ce diptyque, probablement composé à Weimar entre 1715 et 1717, est généralement associé liturgiquement au temps de Noël. Il existe une version du prélude et de la fugue, notée BWV 536a, qui pourrait être antérieure à la version BWV 536, mais d'authenticité incertaine. Le Prélude s'ouvre sur un thème utilisant des arpèges qui créent peu à peu un motif thématique et polyphonique. La Fugue, apparentée à l'ouverture de la cantate BWV 152, utilise un rythme de danse populaire joyeuse, mais où Bach crée une ambiguïté rythmique, la mélodie pouvant s'entendre à trois comme à deux temps. La mélodie descend progressivement en utilisant des intervalles de plus en plus grand, tandis que deux thèmes secondaires émergent, la conclusion rappelant le Prélude,. |                        |                |
| BWV 537    | Fantaisie et fugue         | Ut mineur  | Ce morceau, composé à Weimar entre 1714 et 1717, évoque plus particulièrement la Passion et se rapproche stylistiquement de l'autre Fantaisie et fugue cotée BWV 562. La Fantaisie se fonde sur deux thèmes différents, chacun fugué sur dix mesures et évoquant tous deux la mort. La Fugue fait alterner des intervalles de quinte et de septième diminuée à travers un motif de croches en anacrouse ; puis une seconde fugue à deux thèmes se surimpose, avant un retour au premier thème et une rare conclusion mineure évoquant le désespoir,. |                        |                |
| BWV 538    | Toccata et fugue           | Ré mineur  | Cette pièce est dite « Dorienne » notamment pour la distinguer de la célèbre BWV 565 ; toutefois le nom est trompeur car elle est en ré mineur et pas en mode dorien. Elle est d'abord été datée de 1727 par Wolfgang Schmieder, mais l'écriture en est probablement plus ancienne. La toccata est monothématique et son thème est italianisant, avec des changements de claviers alternant positif et Oberwerk et rappelant les concertos inspirés de Vivaldi. La fugue, à quatre voix, est bâtie sur un sujet de huit mesures. L'ensemble emprunte au stile antico polyphonique de la Renaissance ainsi qu'à l'œuvre d'orgue de Samuel Scheidt, incorporant un sujet et deux contre-sujets ainsi qu'un double canon. L'œuvre est particulièrement ardue, notamment du fait de sa longueur, avec deux cent vingt mesures, et se rapproche spirituellement de la Passion selon saint Matthieu et des Clavier-Übung,. |                        |                |
| BWV 539    | Prélude et fugue           | Ré mineur  | L'œuvre a probablement été composée à Köthen ou à Leipzig entre 1720 et 1724. Le Prélude est la « plus française » des œuvres pour orgue de Bach, notamment dans le ménage du plein jeu et de la flûte, sans usage du pédalier. Toutefois Bach « germanise » la pièce en y incorporant un élément thématique discret. La Fugue, pour sa part, est une transcription pour orgue du deuxième mouvement de la sonate pour violon seul BWV 1001, transposée en ré mineur et augmentée de voix supplémentaires. Cette pièce s'inspire d'œuvres italiennes, notamment de Corelli. Toutefois, la paternité du Prélude et de l'adaptation de la Fugue font débat. Il existe une autre version de cette dernière, notée BWV 539a. Cette autre version a également été adaptée pour le luth sous le numéro BWV 1000 (en) et pour violon sous le numéro BWV 1001,. |                        |                |
| BWV 540    | Toccata et fugue           | Fa majeur  | La fugue date probablement de 1716, durant la période de Weimar ; le prélude est composé entre 1717 et 1723 à Köthen, mais certains analystes l'estiment plutôt de 1734 ; et d'autres la considèrent comme écrite pour Johann Ludwig Krebs, donc probablement à Buttstädt en 1712. Cette œuvre est en tous les cas indissociable de la toccata dorienne en ré mineur, avec de nombreuses parentés, notamment l'utilisation du stile antico dans la Fugue. La Toccata est la plus longue pièce pour orgue de Bach, avec 438 mesures. Elle s'ouvre sur un canon joyeux et très long repris ensuite à la basse ; dans un second temps de la même pièce, de nombreuses imitations reprennent des éléments de ce canon dans un polyphonie concertante empruntée à la musique italienne. La Fugue, écrite dans le style d'un ricercare, lie deux sujets présentés distinctement,. |                        |                |
| BWV 541    | Prélude et fugue           | Sol majeur | La date de composition est estimée entre 1724 et 1725 à Leipzig, mais d'autres commentateurs suggèrent la fin de la période de Weimar, entre 1714 et 1716. Dans cette pièce relativement modeste, les éléments du Prélude et de la Fugue sont très liés. Le prélude, joyeux, s'ouvre à la manière d'une toccata, qui enchaîne directement avec une polyphonie concertante. La fugue, exprimant la confiance, reprend un sujet esquissé en prélude, peu à peu transformé avant de revenir au propos initial. La fin de la fugue marque un passage plus dramatique, qui disparaît avec l'introduction finale d'une strette lumineuse,. |                        |                |
| BWV 542    | Grande fantaisie et fugue  | Sol mineur | L'œuvre a peut-être été composée à Köthen autour de 1720, ou pendant le voyage à Hambourg, mais certains commentateurs estiment que la Fugue pourrait être antérieure et dater de 1715 à 1717. Cette pièce évoque largement la musique d'orgue d'Allemagne du Nord. La Fantaisie alterne un récitatif lyrique tourmenté A et un consort polyphonique à trois voix en imitation B, selon un motif A-B-A-B-A. La Fugue utilise comme thème la chanson populaire hollandaise Ik ben gegroet avec un rythme sous-jacent « noire pointée — croche » sur deux motifs descendants. Il existe une version alternative de la fugue, notée BWV 542a,. |                        |                |
| BWV 543    | Prélude et fugue           | La mineur  | L'œuvre est datée du début du séjour à Weimar, soit 1712 ou 1713, mais avec de nombreuses retouches s'étendant jusqu'à 1725. Le Prélude est inspiré par l'œuvre de Buxtehude et se divise en une toccata suivie d'une polyphonie concertante, où Bach déploie un arpègement « à la française ». Le sujet de la Fugue est esquissé dans les arpèges du prélude, et les différents motifs en sont tous des variations ; la seconde partie de la fugue divertit le thème, avant un retour final du thème et une transformation de la fugue en une toccata. Il existe une version alternative de la fugue, notée BWV 543a,. |                        |                |
| BWV 544    | Prélude et fugue (en)      | Si mineur  | La date de composition probable est fixée entre 1725 et 1736, soit sans doute à Leipzig. Un manuscrit autographe a été minutieusement recopié par Bach. L'œuvre exprime l'inquiétude et le tourment qu'éprouve alors le compositeur, particulièrement dans le Prélude plus tourmenté que la Fugue. Le prélude s'inspire du concerto grosso, avec deux thèmes successifs, ripieno puis concertino. Son plan en trois parties évoque la Trinité, et les volutes baroques qui l'ornent suggèrent les tourments de l'âme. Après l'exposition des deux thèmes, Bach, les mêle et les développe. La fugue consiste en une variation simplifiée du second thème du prélude, dont le propos douloureux est amoindri, en évoquant tour à tour un choral ou une chanson populaire ; au milieu de la fugue est intercalé un inattendu passage léger en ré majeur, avant de retourner au thème principal. |                        |                |
| BWV 545    | Prélude et fugue           | Ut majeur  | L'œuvre est achevée à Leipzig vers 1730 ; il existe des nombreux manuscrits, présentant des versions alternatives du prélude et de la fugue. L'une d'entre elles, notée BWV 545a omet l'introduction et le postlude de la version définitive. Il existe une seconde variante, notée BWV 545b, consistant en un prélude, un trio et une fugue, le trio étant lui-même un arrangement de la finale de la sonate No 3 pour viole de gambe en sol mineur BWV 1029. Le prélude est une œuvre de jeunesse retouchée par Bach : il est composé d'éléments hétérogènes, mais ceux-ci présentent en réalité une figure musicale unique : une anacrouse de quatre doubles croches présentant des arpèges brisés descendants, énoncé en la mineur, mais avec une basse de do. Dans la continuité, le thème de la fugue est une anacrouse de quatre croches ascendantes ; la fugue ne présente ni contre-sujet ni strette mais revient sur le thème en l'enrichissant. Théologiquement, les commentateurs estiment que l'œuvre présente des analogies avec le Credo. |                        |                |
| BWV 546    | Prélude et fugue (en)      | Do mineur  | La composition de cette œuvre est probablement postérieure à 1730, à Leipzig, mais la Fugue pourrait être plus ancienne et dater de la période de Weimar. Le Prélude s'inspire de la forme d'un concerto grosso avec une alternance couplet-refrain, accentuée par la présence d'un da capo. Il commence par une série d'accords tragique rappelant les chœurs de cantates et de Passions, et évoquant la souffrance et la mort ; puis un second thème émerge, mêlant en style fugué un thème de main gauche montant en quintes puis descendant, tandis que le thème de main droite répète sans fin des triolets. Certains commentateurs voient dans ces deux thèmes une évocation du Père et du Saint-Esprit tandis que le premier thème évoque les souffrance du Christ. Plusieurs caractéristiques de l'œuvre évoquent ainsi la Trinité. La fugue évoque l'idée de la chute, notamment par la présence descendante du contre-sujet. Un passage léger vient s'interposer avant le retour du sujet principal. |                        |                |
| BWV 547    | Prélude et fugue           | Do majeur  | Cette œuvre est probablement achevée à Leipzig en 1744, ce qui en fait la dernière œuvre composée pour orgue de Bach, fortement liée à la liturgie de Noël. Le prélude est composé en forme de gigue à l'italienne, sur un thème ascendant et festif de cinq mesures composée chacune d'un élément récurrent — respectivement une gamme ascendante en triolets, un rythme de gigue, trois groupes de quatre doubles croches, une fanfare de cuivres, enfin une dernière mesure mêlant ces quatre premiers éléments — le tout sur un arpège continu au pédalier. Toutefois cette temporalité est peu discernable à première écoute car les éléments de main droite et de main gauche se superposent tout le long de cette partie. D'un point de vue harmonique, l'œuvre alterne tout d'abord les tonalités de tonique et de dominante, avant des premières modulations proches, puis un retour vers la tonique et la dominante, puis des modulations lointaines, enfin un retour au do majeur. La fugue offre la même densité de sujets que le prélude ; le thème s'en dégage à la mesure 48. Le ton généralement joyeux est toutefois tempéré par des passages dans la tonalité relative mineure de la. |                        |                |
| BWV 548    | Prélude et fugue (en)      | Mi mineur  | Œuvre composée probablement à Leipzig entre 1727 et 1736, dominée par le thème de la souffrance et de la mort et composée dans un style de Konzert mâtiné de concerto grosso alternant ripieno et concertino. Le prélude est habité d'un thème lyrique et douloureux qui fait cohabiter un intervalle mobile expressif avec un motif brodé immobile, soutenu par une pédale de tonique répétitive puis par des doubles croches descendantes. Les trois expositions de ce thème alternent avec des divertissements plus légers. La fugue, dite « le Coin », pour sa part, s'appuie sur un thème chromatique abordé dans un plan unique où sujet et contre-sujet laissent brusquement la place à un prélude virtuose composé de six divertissements, puis à une reprise des thèmes fugués. |                        |                |
| BWV 549    | Prélude et fugue           | Do mineur  | Cette œuvre pourrait avoir été composée à Arnstadt entre 1703 et 1707 et très influencée par la musique de Georg Böhm et de Dietrich Buxtehude. Sa tonalité originelle est le ré mineur, cette version étant notée 549a. La transposition est voulue pour les orgues ne possédant pas de Ré2 au pédalier. Le prélude commence par un trait de toccata exécuté au pédalier, thème repris ensuite au clavier, puis imité et modifié jusqu'à former un nouveau motif plus chantant. Le sujet de la fugue rappelle par sa technique celui du prélude, mais le thème y semble régulièrement être interrompu par un contre-thème. L'œuvre est conclue par une toccata virtuose entamée au pédalier qui clôt l'ensemble. |                        |                |
| BWV 550    | Prélude et fugue           | Sol majeur | |                        |                |
| BWV 551    | Prélude et fugue           | La majeur  | |                        |                |
| BWV 552    | Prélude et fugue           | Mi majeur  | Dit « Sainte-Anne » L'œuvre constitue la première partie des Clavier-Übung III (en) |                        |                |
| BWV 553    | 1er petit prélude et fugue | Do majeur  | Ces pièces constituent les Huit petits préludes et fugues, désormais généralement attribués à Johann Tobias Krebs |                        |                |
| BWV 554    | 2e petit prélude et fugue  | Ré mineur  | Ces pièces constituent les Huit petits préludes et fugues, désormais généralement attribués à Johann Tobias Krebs |                        |                |
| BWV 555    | 3e petit prélude et fugue  | Mi mineur  | Ces pièces constituent les Huit petits préludes et fugues, désormais généralement attribués à Johann Tobias Krebs |                        |                |
| BWV 556    | 4e petit prélude et fugue  | Fa majeur  | Ces pièces constituent les Huit petits préludes et fugues, désormais généralement attribués à Johann Tobias Krebs |                        |                |
| BWV 557    | 5e petit prélude et fugue  | Sol majeur | Ces pièces constituent les Huit petits préludes et fugues, désormais généralement attribués à Johann Tobias Krebs |                        |                |
| BWV 558    | 6e petit prélude et fugue  | Sol mineur | Ces pièces constituent les Huit petits préludes et fugues, désormais généralement attribués à Johann Tobias Krebs |                        |                |
| BWV 559    | 7e petit prélude et fugue  | La mineur  | Ces pièces constituent les Huit petits préludes et fugues, désormais généralement attribués à Johann Tobias Krebs |                        |                |
| BWV 560    | 8e petit prélude et fugue  | Si majeur  | Ces pièces constituent les Huit petits préludes et fugues, désormais généralement attribués à Johann Tobias Krebs |                        |                |
| BWV 561    | Fantaisie et fugue         | La mineur  | Peut-être composées initialement pour clavecin. L'attribution à Bach n'est pas certaine et certaines analyses attribuent l'œuvre à Johann Christian Kittel ou à Wilhelm Friedemann Bach. |                        |                |
| BWV 562    | Fantaisie et fugue         | Do mineur  | L'œuvre a probablement été révisée assez fortement durant les années 1740 pour retoucher les dernières mesures de la Fantaisie. |                        |                |
| BWV 563    | Fantaisie                  | Si mineur  | Le BWV 563 est parfois considéré comme une œuvre peu adaptée à l'orgue. Cette pièce se composait en principe d'un prélude et d'une fugue, mais l'œuvre est inhabituellement déterminée dans son exploitation de deux motifs différents, ce dont peut-être compte le sous-titre Imitatio. |                        |                |
| BWV 564    | Toccata                    | Do majeur  | Cette toccata se compose de trois mouvements (Toccata — Adagio — Fugue), peut-être inspirés d'un modèle de concerto italien. |                        |                |
| BWV 565    | Toccata et fugue           | Ré mineur  | De loin la plus connue des pièces pour orgue de Bach, c'est une œuvre de jeunesse, probablement écrite entre 1703 et 1707,. |                        |                |

## Trios (BWV 583–586)
| Numéro BWV | Titre | Tonalité   | Remarques | Extrait de partition | Enregistrement |
| ---------- | ----- | ---------- | --- | -------------------- | -------------- |
| BWV 583    | Trio  | Ré mineur  | Fait partie d'un recueil de 35 trio d'orgue probablement compilé à Leipzig ; ce premier trio compte 53 mesures                                                               |                      |                |
| BWV 584    | Trio  | Sol mineur | Long de 78 mesures, ce trio est ensuite repris dans la cantate BWV 166 Wo gehest du hin?                                                                                     |                      |                |
| BWV 585    | Trio  | Do mineur  | Quelques fautes grammaticales sont identifiées dans le manuscrit 7, mais celles-ci ne plaident pas pour autant en faveur d'une autre attribution, selon Hans-Joachim Schulze |                      |                |
| BWV 586    | Trio  | Sol majeur | Plus proche des compositions habituelles de Telemann que d'autres œuvres comparables de Bach                                                                                 |                      |                |

## Pièces diverses (BWV 587–591)
| Numéro BWV | Titre                       | Tonalité  | Remarques |
| ---------- | --------------------------- | --------- | --- |
| BWV 587    | Aria                        | Fa majeur | Cet aria est inspiré d'une pièce de François Couperin, parvenu à Bach par l'intermédiaire de Johann Georg Pisendel. L'attribution à Bach ou à Pisendel n'est pas certaine. |
| BWV 588    | Canzone                     | Ré mineur | Cette pièce en forme de fugue mélange les techniques de l'orgue des écoles d'Allemagne du Sud et du Nord. Le thème principal s'inspire librement d'une œuvre de Girolamo Frescobaldi ; mais, vers la fin du morceau, la mesure devient ternaire en même temps que la mélodie descend de manière chromatique. |
| BWV 589    | Allabreve                   | Ré majeur | Les emprunts à la musique italienne, et plus particulièrement à l'œuvre d'Arcangelo Corelli, sont sensibles dans cette pièce,. |
| BWV 590    | Pastorale (it)              | Fa majeur | La pastorale est divisée en quatre mouvements. |
| BWV 591    | Petit labyrinthe harmonique | Do majeur | La pièce a parfois été attribuée à Johann David Heinichen et est divisée en trois parties : Introitus, Centrum et Exitus. |

## Concertos (BWV 592–597)
| Numéro BWV | Titre         | Tonalité   | Mouvements                                                                | Remarques | Extrait de partition | Enregistrement |
| ---------- | ------------- | ---------- | ------------------------------------------------------------------------- | --- | -------------------- | -------------- |
| BWV 592    | Concerto no 1 | Sol majeur | allegro — grave [en mi mineur] — presto                                   | Transcription d'un concerto pour violon, cordes et continuo de Jean-Ernest de Saxe-Weimar, neveu du commanditaire de la musique de Jean-Sébastien Bach, mort à quinze ans,. |                      |                |
| BWV 593    | Concerto no 2 | La mineur  | allegro — adagio senza pedale a due claviere [en ré mineur] — allegro     | Adaptation du concerto pour deux violons et basse continue (RV 522) d'Antonio Vivaldi, opus no 8 de L'estro armonico, c'est le plus populaire des cinq concertos. Très proche de l'original italien, il adapte toutefois parfaitement les parties pour violon au jeu d'orgue,. |                      |                |
| BWV 594    | Concerto no 3 | Do majeur  | allegro — adagio [en la mineur] — récitatif — allegro — cadenza — allegro | Adaptation du concerto Grosso mogul (en) (RV 208) composé initialement en ré majeur par Antonio Vivaldi, mais adapté avec un peu de difficulté par Bach, notamment en y modifiant le contrepoint, ce qui en rend l'exécution très ardue,.                                      |                      |                |
| BWV 595    | Concerto no 4 | Do majeur  | Un seul mouvement                                                         | Transcription du seul mouvement d'un concerto pour violon de Jean-Ernest de Saxe-Weimar, qui comprend certaines répétitions et une harmonie parfois maladroite, mais qui permet un échange particulièrement développé entre le grand orgue et le positif,                      |                      |                |
| BWV 596    | Concerto no 5 | Ré mineur  | allegro — grave — fuga, largo e spiccato — finale allegro                 | Adaptation du concerto grosso (RV 565) d'Antonio Vivaldi, parfois considéré comme le plus réussi des concertos Un manuscrit du XVIIIe siècle , conservé à la Bibliothèque d'État de Berlin, attribue cette transcription à Wilhelm Friedemann Bach.                            |                      |                |

## Exercice de pédalier (BWV 598)
| Numéro BWV | Titre            | Tonalité   | Mouvements | Remarques |
| ---------- | ---------------- | ---------- | ---------- | --- |
| BWV 598    | Pedal-Exercitium | Sol mineur |            | Comme son nom l'indique, cette œuvre est écrite pour le seul pédalier. La transcription manuscrite est le fait de Carl Philipp Emanuel, le fils de Jean-Sébastien. L'œuvre est cependant, sans certitude, attribuée au père. |

## Préludes de chorals

### Chorals Schübler
| Numéro BWV | Titre                                                                                    | Remarques | Partition | Enregistrement |
| ---------- | ---------------------------------------------------------------------------------------- | --- | --------- | -------------- |
| BWV 645    | Wachet auf, ruft uns die Stimme (« Réveillez-vous, la voix des veilleurs nous appelle ») | Ce choral reprend notamment le choral central Zion hört die Wächter singen de Wachet auf, ruft uns die Stimme (cantate BWV 140) |           |                |